# هوكي الميدان في الألعاب الأولمبية الصيفية 2020 - رجال
هذه الأحداث كانت النسخة الرابعة والعشرون من هوكي الحقل للرجال في الألعاب الأولمبية الصيفية. عقدت في الفترة من 24 يوليو إلى 5 أغسطس 2021. تم لعب جميع المباريات على ملعب أوي للهوكي في طوكيو باليابان.
كان من المقرر أصلاً عقدها في الفترة من 25 يوليو إلى 6 أغسطس 2020، ولكن في 24 مارس 2020، تم تأجيل الألعاب الأولمبية إلى عام 2021 بسبب وباء COVID-19. بسبب هذا الوباء، تم لعب الألعاب خلف أبواب مغلقة.
فازت الأرجنتين في حدث هوكي الحقل الأولمبي السابق لكنها خرجت من الدور ربع النهائي. وحصلت بلجيكا على أول ميدالية ذهبية لها بعد فوزها على أستراليا في النهائي بعد ركلات الترجيح. فازت الهند بأول ميدالية في لعبة الهوكي منذ الألعاب الأولمبية الصيفية 1980 بفوزها على ألمانيا في مباراة الميدالية البرونزية.

## جدول المسابقة
| م | المجموعات | ¼ | ربع النهائي | ½ | نصف النهائي | ب | مبارة الميدالية البرونزية | ن | مبارة الميدالية الذهبية |

| السبت 24 | الأحد 25 | الاثنين 26 | الثلاثاء 27 | الأربعاء 28 | الخميس 29 | الجمعة 30 | السبت 31 | الأحد 1 | الاثنين 2 | الثلاثاء 3 | الأربعاء 4 | الخميس 5 | الخميس 5 |
| -------- | -------- | ---------- | ----------- | ----------- | --------- | --------- | -------- | ------- | --------- | ---------- | ---------- | -------- | -------- |
| م        | م        | م          | م           | م           | م         | م         |          | ¼       |           | ½          |            | ب        | ن        |

## تنسيق المنافسة
تم تقسيم الفرق الإثني عشر في البطولة إلى مجموعتين من ستة فرق، حيث يلعب كل فريق في البداية بنظام مباريات روبن داخل مجموعته. بعد الانتهاء من مرحلة المجموعات، تقدمت الفرق الأربعة الأولى من كل مجموعة إلى الدور ربع النهائي. التقى الفائزان في نصف النهائي في مباراة الميدالية الذهبية، فيما لعب الخاسرون في نصف النهائي في مباراة الميدالية البرونزية.

## التأهل
تلقى كل بطل قاري من الخمس اتحادات القارية مقعدا تلقائيًا. تأهلت اليابان كدولة مضيفة تلقائيًا. تأهلت الفرق الأخرى من خلال تصفيات FIH الأولمبية للرجال 2019 .
| حدث                               | تاريخ                     | الموقع     | حصة نسبية | المتأهلين                                                               |
| --------------------------------- | ------------------------- | ---------- | --------- | ----------------------------------------------------------------------- |
| الدولة المضيفة                    | —                         | —          | 1         | اليابان                                                                 |
| 2018 دورة الألعاب الآسيوية        | 19 أغسطس - 1 سبتمبر 2018  | جاكرتا     | -         | - A                                                                     |
| 2019 ألعاب عموم أمريكا            | 30 يوليو - 10 أغسطس 2019  | ليما       | 1         | الأرجنتين                                                               |
| التصفيات الأولمبية الأفريقية 2019 | 12-18 أغسطس 2019          | ستيلينبوش  | 1         | جنوب إفريقيا                                                            |
| بطولة أمم أوروبا للهوكي 2019      | 16-24 أغسطس 2019          | أنتويرب    | 1         | بلجيكا                                                                  |
| كأس أوقيانوسيا 2019               | 5-8 سبتمبر 2019           | روكهامبتون | 1         | أستراليا                                                                |
| تصفيات FIH الأولمبية 2019         | 25 أكتوبر - 3 نوفمبر 2019 | متنوع      | 7         | كندا · ألمانيا · بريطانيا العظمى · الهند · هولندا · نيوزيلندا · إسبانيا |
| المجموع                           | المجموع                   | المجموع    | 12        |                                                                         |

^A – اليابان تأهلت بصفتها البلد المضيف وكبطل لبطولة الاتحاد الآسيوي، لذلك تمت إضافة هذه الحصة إلى تصفيات FIH الأولمبية بدلاً من الذهاب إلى وصيف البطولة.

## الحكام
في 11 سبتمبر 2019، عين الاتحاد الدولي للهوكي 14 حكماً.
- Germán Montes de Oca (ARG)
- Adam Kearns (AUS)
- Jakub Mejzlík (CZE)
- Ben Göntgen (GER)
- Martin Madden (GBR)
- Raghu Prasad (IND)
- Javed Shaikh (IND)
- Coen van Bunge (NED)
- Simon Taylor (NZL)
- David Tomlinson (NZL)
- Marcin Grochal (POL)
- Lim Hong Zhen (SGP)
- Peter Wright (RSA)
- Francisco Vázquez (ESP)

## مرحلة المجموعات
تم الإعلان عن المجموعات في 23 نوفمبر 2019.
جميع الأوقات بالتوقيت المحلي ( UTC + 9 ). 

### المجموعة أ
| م | الفريق      | لعب | ف | ت | خ | أ.له | أ.ع | أ.ف | نقاط | التأهل      |
| - | ----------- | --- | - | - | - | ---- | --- | --- | ---- | ----------- |
| 1 | أستراليا    | 5   | 4 | 1 | 0 | 22   | 9   | +13 | 13   | ربع النهائي |
| 2 | الهند       | 5   | 4 | 0 | 1 | 15   | 13  | +2  | 12   | ربع النهائي |
| 3 | الأرجنتين   | 5   | 2 | 1 | 2 | 10   | 11  | −1  | 7    | ربع النهائي |
| 4 | إسبانيا     | 5   | 1 | 2 | 2 | 9    | 10  | −1  | 5    | ربع النهائي |
| 5 | نيوزيلندا   | 5   | 1 | 1 | 3 | 11   | 16  | −5  | 4    |             |
| 6 | اليابان (H) | 5   | 0 | 1 | 4 | 10   | 18  | −8  | 1    |             |

| 24 يوليو 2021 09:30 v |

| اليابان                             | 3–5    | أستراليا                                                                   |
| ----------------------------------- | ------ | -------------------------------------------------------------------------- |
| Ke. Tanaka 22'، 27' · Kirishita 26' | Report | تيموثي براند 11' · Craig 14' · Govers 31' · Zalewski 38' · دانيال بيلي 50' |

| North Pitch الحكام: Jakub Mejzlík (CZE) Lim Hong-Zhen (SGP) |

| 24 يوليو 2021 10:00 v |

| نيوزيلندا                  | 2–3    | الهند                               |
| -------------------------- | ------ | ----------------------------------- |
| كان راسيل 6' · Jenness 43' | Report | Rupinder 10' · Harmanpreet 26'، 33' |

| South Pitch الحكام: Martin Madden (SCO) Coen van Bunge (NED) |

| 24 يوليو 2021 12:15 v |

| الأرجنتين    | 1–1    | إسبانيا     |
| ------------ | ------ | ----------- |
| Mazzilli 23' | Report | Quemada 52' |

| South Pitch الحكام: Simon Taylor (NZL) David Tomlinson (NZL) |

| 25 يوليو 2021 18:30 v |

| الهند        | 1–7    | أستراليا                                                                                            |
| ------------ | ------ | --------------------------------------------------------------------------------------------------- |
| Dilpreet 34' | Report | دانيال بيلي 10' · جيريمي هايوارد 21' · Ogilvie 23' · Beltz 26' · Govers 40'، 42' · تيموثي براند 51' |

| North Pitch الحكام: Ben Göntgen (GER) Marcin Grochal (POL) |

| 25 يوليو 2021 19:00 v |

| اليابان        | 1–2    | الأرجنتين              |
| -------------- | ------ | ---------------------- |
| Ke. Tanaka 60' | Report | Tolini 5' · Keenan 19' |

| South Pitch الحكام: Raghu Prasad (IND) Peter Wright (RSA) |

| 25 يوليو 2021 20:45 v |

| إسبانيا                                | 3–4    | نيوزيلندا                                                 |
| -------------------------------------- | ------ | --------------------------------------------------------- |
| González 26' · Quemada 31' · Boltó 39' | Report | Jenness 14' · بلير تارانت 27' · كان راسيل 48' · Smith 57' |

| North Pitch الحكام: Lim Hong Zhen (SGP) Adam Kearns (AUS) |

| 27 يوليو 2021 09:30 v |

| الأرجنتين               | 2–5    | أستراليا                                                       |
| ----------------------- | ------ | -------------------------------------------------------------- |
| Tolini 4' · Casella 55' | Report | Govers 15'، 23' · Wickham 21' · Sharp 25' · جيريمي هايوارد 39' |

| North Pitch الحكام: Martin Madden (GBR) Coen van Bunge (NED) |

| 27 يوليو 2021 10:00 v |

| الهند                              | 3–0    | إسبانيا |
| ---------------------------------- | ------ | ------- |
| Simranjeet 14' · Rupinder 15'، 51' | Report |         |

| South Pitch الحكام: Jakub Mejzlík (CZE) Peter Wright (RSA) |

| 27 يوليو 2021 11:45 v |

| اليابان                      | 2–2    | نيوزيلندا                 |
| ---------------------------- | ------ | ------------------------- |
| Yamasaki 3' · Ke. Tanaka 40' | Report | نيك ويلسون 11' · Lane 41' |

| North Pitch الحكام: Ben Göntgen (GER) Germán Montes de Oca (ARG) |

| 28 يوليو 2021 20:45 v |

| اليابان    | 1–4    | إسبانيا                                           |
| ---------- | ------ | ------------------------------------------------- |
| Zendana 2' | Report | Lleonart 3'، 55' · Quemada 23' · ديفيد أليغرا 28' |

| North Pitch الحكام: Lim Hong Zhen (SGP) Martin Madden (GBR) |

| 28 يوليو 2021 21:15 v |

| أستراليا                                        | 4–2    | نيوزيلندا          |
| ----------------------------------------------- | ------ | ------------------ |
| تيموثي براند 9'، 50' · Govers 55' · Wickham 57' | Report | كان راسيل 13'، 58' |

| South Pitch الحكام: Francisco Vázquez (ESP) Marcin Grochal (POL) |

| 29 يوليو 2021 09:30 v |

| الهند                                   | 3–1    | الأرجنتين   |
| --------------------------------------- | ------ | ----------- |
| Varun 43' · Vivek 58' · Harmanpreet 59' | Report | Casella 48' |

| North Pitch الحكام: Jakub Mejzlík (CZE) Ben Göntgen (GER) |

| 30 يوليو 2021 10:00 v |

| أستراليا    | 1–1    | إسبانيا     |
| ----------- | ------ | ----------- |
| Wickham 18' | Report | Quemada 60' |

| South Pitch الحكام: Javed Shaikh (IND) Jakub Mejzlík (CZE) |

| 30 يوليو 2021 18:30 v |

| اليابان                                    | 3–5    | الهند                                                             |
| ------------------------------------------ | ------ | ----------------------------------------------------------------- |
| Ke. Tanaka 19' · Watanabe 33' · Murata 59' | Report | Harmanpreet 13' · Gurjant 17'، 56' · Shamsher 34' · Nilakanta 51' |

| North Pitch الحكام: David Tomlinson (NZL) Lim Hong Zhen (SGP) |

| 30 يوليو 2021 19:00 v |

| الأرجنتين                                                      | 4–1    | نيوزيلندا     |
| -------------------------------------------------------------- | ------ | ------------- |
| لوكاس مارتينيز 15+' · لوكاس فيلا 17' · Tolini 44' · Keenan 60' | Report | كان راسيل 14' |

| South Pitch الحكام: Martin Madden (GBR) Coen van Bunge (NED) |

### المجموعة ب
| م | الفريق          | لعب | ف | ت | خ | أ.له | أ.ع | أ.ف | نقاط | التأهل      |
| - | --------------- | --- | - | - | - | ---- | --- | --- | ---- | ----------- |
| 1 | بلجيكا          | 5   | 4 | 1 | 0 | 26   | 9   | +17 | 13   | ربع النهائي |
| 2 | ألمانيا         | 5   | 3 | 0 | 2 | 19   | 10  | +9  | 9    | ربع النهائي |
| 3 | بريطانيا العظمى | 5   | 2 | 2 | 1 | 11   | 11  | 0   | 8    | ربع النهائي |
| 4 | هولندا          | 5   | 2 | 1 | 2 | 13   | 13  | 0   | 7    | ربع النهائي |
| 5 | جنوب إفريقيا    | 5   | 1 | 1 | 3 | 16   | 24  | −8  | 4    |             |
| 6 | كندا            | 5   | 0 | 1 | 4 | 9    | 27  | −18 | 1    |             |

| 24 يوليو 2021 11:45 v |

| هولندا          | 1–3    | بلجيكا                  |
| --------------- | ------ | ----------------------- |
| Hertzberger 35' | Report | Hendrickx 41'، 44'، 45' |

| North Pitch الحكام: Marcin Grochal (POL) Adam Kearns (AUS) |

| 24 يوليو 2021 18:30 v |

| بريطانيا العظمى                   | 3–1    | جنوب إفريقيا   |
| --------------------------------- | ------ | -------------- |
| Ward 2' · Ansell 32' · Waller 56' | Report | Guise-Brown 4' |

| North Pitch الحكام: Germán Montes de Oca (ARG) Ben Goentgen (GER) |

| 24 يوليو 2021 19:00 v |

| كندا             | 1–7    | ألمانيا                                                                         |
| ---------------- | ------ | ------------------------------------------------------------------------------- |
| كيغان بيريرا 16' | Report | Windfeder 11'، 28' · Rühr 22'، 25' · Häner 44' · Bosserhoff 59' · Grambusch 60' |

| South Pitch الحكام: Peter Wright (RSA) Francisco Vázquez (ESP) |

| 25 يوليو 2021 21:15 v |

| جنوب إفريقيا                             | 3–5    | هولندا                                                                    |
| ---------------------------------------- | ------ | ------------------------------------------------------------------------- |
| M. Cassiem 2' · D. Cassiem 10' · Kok 18' | Report | Pruyser 24'، 54' · Van Dam 29' · تييري برينكمان 36' · Van der Weerden 48' |

| South Pitch الحكام: Jakub Mejzlík (CZE) Javed Shaikh (IND) |

| 26 يوليو 2021 09:30 v |

| ألمانيا   | 1–3    | بلجيكا                          |
| --------- | ------ | ------------------------------- |
| Häner 51' | Report | Charlier 5'، 7' · Hendrickx 35' |

| North Pitch الحكام: Coen van Bunge (NED) David Tomlinson (NZL) |

| 26 يوليو 2021 11:45 v |

| بريطانيا العظمى            | 3–1    | كندا        |
| -------------------------- | ------ | ----------- |
| Ansell 33'، 57' · Ward 41' | Report | Van Son 51' |

| North Pitch الحكام: Lim Hong Zhen (SGP) Marcin Grochal (POL) |

| 27 يوليو 2021 12:15 v |

| ألمانيا                                             | 5–1    | بريطانيا العظمى |
| --------------------------------------------------- | ------ | --------------- |
| فلوريان فوكس 15'، 51'، 60' · Rühr 35' · Weigand 42' | Report | Roper 8'        |

| South Pitch الحكام: Simon Taylor (NZL) Adam Kearns (AUS) |

| 27 يوليو 2021 18:30 v |

| بلجيكا                                                                                                  | 9–4    | جنوب إفريقيا                                    |
| --- | ------ | ----------------------------------------------- |
| Dohmen 4'، 15' · Hendrickx 9'، 18'، 40' · Briels 12' · آرثر فان دورين 15' · Gougnard 25' · Charlier 41' | Report | D. Cassiem 5'، 31' · M. Cassiem 23' · Ntuli 29' |

| North Pitch الحكام: Raghu Prasad (IND) Francisco Vázquez (ESP) |

| 27 يوليو 2021 20:45 v |

| هولندا                                                      | 4–2    | كندا                     |
| ----------------------------------------------------------- | ------ | ------------------------ |
| بيلي باكر 1' · تييري برينكمان 4' · De Mol 50' · Pruyser 60' | Report | Wallace 10' · Tupper 53' |

| North Pitch الحكام: Javed Shaikh (IND) David Tomlinson (NZL) |

| 29 يوليو 2021 10:00 v |

| بلجيكا                                                                                             | 9–1    | كندا            |
| -------------------------------------------------------------------------------------------------- | ------ | --------------- |
| Hendrickx 12'، 40' · Dockier 29'، 32' · Denayer 39' · Gougnard 43'، 45' · Boon 51' · Van Aubel 55' | Report | مارك بيرسون 15' |

| South Pitch الحكام: Simon Taylor (NZL) Peter Wright (RSA) |

| 29 يوليو 2021 11:45 v |

| جنوب إفريقيا                                              | 4–3    | ألمانيا                                  |
| --------------------------------------------------------- | ------ | ---------------------------------------- |
| Guise-Brown 9' · Horne 13' · Spooner 45' · M. Cassiem 48' | Report | Herzbruch 8' · Windfeder 22' · Staib 24' |

| North Pitch الحكام: David Tomlinson (NZL) Javed Shaikh (IND) |

| 29 يوليو 2021 12:15 v |

| هولندا                           | 2–2    | بريطانيا العظمى |
| -------------------------------- | ------ | --------------- |
| تييري برينكمان 22' · Janssen 31' | Report | Ward 52'، 57'   |

| South Pitch الحكام: Raghu Prasad (IND) Germán Montes de Oca (ARG) |

| 30 يوليو 2021 12:15 v |

| كندا                                                               | 4–4    | جنوب إفريقيا                                         |
| ------------------------------------------------------------------ | ------ | ---------------------------------------------------- |
| مارك بيرسون 11' · كيغان بيريرا 17' · Boothroyd 42' · Ho-Garcia 59' | Report | Ntuli 2' · Spooner 9' · Guise-Brown 34' · Mvimbi 58' |

| South Pitch الحكام: Germán Montes de Oca (ARG) Raghu Prasad (IND) |

| 30 يوليو 2021 20:45 v |

| ألمانيا                                | 3–1    | هولندا          |
| -------------------------------------- | ------ | --------------- |
| Wellen 10' · Staib 41' · Herzbruch 54' | Report | Hertzberger 57' |

| North Pitch الحكام: Marcin Grochal (POL) Adam Kearns (AUS) |

| 30 يوليو 2021 21:15 v |

| بلجيكا                | 2–2    | بريطانيا العظمى             |
| --------------------- | ------ | --------------------------- |
| Boon 36' · Briels 43' | Report | Shipperley 17' · Ansell 38' |

| South Pitch الحكام: Simon Taylor (NZL) Francisco Vázquez (ESP) |

## مرحلة خروج المغلوب

### الجدول
|  | ربع النهائي     | ربع النهائي  |          |       | نصف النهائي               | نصف النهائي               |  |  | مبارة الميدالية الذهبية | مبارة الميدالية الذهبية |
|  |                 |              |          |       |                           |                           |  |  |                         |                         |
|  | 1 أغسطس         |              |          |       |                           |                           |  |  |                         |                         |
|  |                 |              |          |       |                           |                           |  |  |                         |                         |
|  | أستراليا (ض.ت)  | 2 (3)        |          |       |                           |                           |  |  |                         |                         |
|  | أستراليا (ض.ت)  | 2 (3)        | 3 أغسطس  |       |                           |                           |  |  |                         |                         |
|  | هولندا          | 2 (0)        |          |       |                           |                           |  |  |                         |                         |
|  | هولندا          | 2 (0)        | أستراليا | 3     |                           |                           |  |  |                         |                         |
|  | 1 أغسطس         |              | أستراليا | 3     |                           |                           |  |  |                         |                         |
|  |                 | ألمانيا      | 1        |       |                           |                           |  |  |                         |                         |
|  | ألمانيا         | ألمانيا      | 1        | 3     |                           |                           |  |  |                         |                         |
|  | ألمانيا         |              | 5 أغسطس  | 3     |                           |                           |  |  |                         |                         |
|  | الأرجنتين       | 1            |          |       |                           |                           |  |  |                         |                         |
|  | الأرجنتين       | 1            | أستراليا | 1 (2) |                           |                           |  |  |                         |                         |
|  | 1 أغسطس         |              | أستراليا | 1 (2) |                           |                           |  |  |                         |                         |
|  |                 | بلجيكا (ض.ت) | 1 (3)    |       |                           |                           |  |  |                         |                         |
|  | الهند           | بلجيكا (ض.ت) | 1 (3)    | 3     |                           |                           |  |  |                         |                         |
|  | الهند           | 3 أغسطس      |          | 3     |                           |                           |  |  |                         |                         |
|  | بريطانيا العظمى | 1            |          |       |                           |                           |  |  |                         |                         |
|  | بريطانيا العظمى | 1            | الهند    | 2     |                           |                           |  |  |                         |                         |
|  | 1 أغسطس         |              | الهند    | 2     |                           |                           |  |  |                         |                         |
|  |                 | بلجيكا       | 5        |       | مبارة الميدالية البرونزية | مبارة الميدالية البرونزية |  |  |                         |                         |
|  | بلجيكا          | بلجيكا       | 5        | 3     | مبارة الميدالية البرونزية | مبارة الميدالية البرونزية |  |  |                         |                         |
|  | بلجيكا          |              | 5 أغسطس  | 3     |                           |                           |  |  |                         |                         |
|  | إسبانيا         | 1            |          |       |                           |                           |  |  |                         |                         |
|  | إسبانيا         | 1            | ألمانيا  | 4     |                           |                           |  |  |                         |                         |
|  |                 |              |          |       |                           |                           |  |  |                         |                         |
|  | الهند           | 5            |          |       |                           |                           |  |  |                         |                         |
|  | الهند           | 5            |          |       |                           |                           |  |  |                         |                         |

### الدور ربع النهائي
| 1 أغسطس 2021 09:30 v |

| ألمانيا                            | 3–1   | الأرجنتين   |
| ---------------------------------- | ----- | ----------- |
| Windfeder 19'، 48' · Herzbruch 40' | تقرير | Casella 52' |

| الحكام: Coen van Bunge (NED) Jakub Mejzlík (CZE) |

| 1 أغسطس 2021 12:00 v |

| أستراليا                        | 2–2   | هولندا                                |
| ------------------------------- | ----- | ------------------------------------- |
| Wickham 13'، 38'                | تقرير | Van der Weerden 32' · Hertzberger 50' |
| ض.ت                             |       |                                       |
| Govers · Ogilvie · تيموثي براند | 3–0   | Hertzberger · Kemperman · De Geus     |

| الحكام: Ben Göntgen (GER) Germán Montes de Oca (ARG) |

| 1 أغسطس 2021 18:30 v |

| بلجيكا                           | 3–1   | إسبانيا          |
| -------------------------------- | ----- | ---------------- |
| Hendrickx 38'، 57' · توم بون 41' | تقرير | ديفيد أليغرا 26' |

| الحكام: Adam Kearns (AUS) Lim Hong Zhen (SGP) |

| 1 أغسطس 2021 21:00 v |

| الهند                                  | 3–1   | بريطانيا العظمى |
| -------------------------------------- | ----- | --------------- |
| Dilpreet 7' · Gurjant 16' · Hardik 57' | تقرير | صموئيل وارد 45' |

| الحكام: Marcin Grochal (POL) Simon Taylor (NZL) |

### نصف النهائي
| 3 أغسطس 2021 10:30 v |

| الهند                       | 2–5   | بلجيكا                                             |
| --------------------------- | ----- | -------------------------------------------------- |
| Harmanpreet 7' · Mandeep 8' | تقرير | Luypaert 2' · Hendrickx 19'، 49'، 53' · Dohmen 60' |

| الحكام: Ben Göntgen (GER) Coen van Bunge (NED) |

| 3 أغسطس 2021 19:00 v |

| أستراليا                                 | 3–1   | ألمانيا       |
| ---------------------------------------- | ----- | ------------- |
| تيموثي براند 7' · Govers 27' · Sharp 59' | تقرير | Windfeder 11' |

| الحكام: Germán Montes de Oca (ARG) Marcin Grochal (POL) |

### مباراة الميدالية البرونزية
| 5 أغسطس 2021 10:30 v |

| ألمانيا                                         | 4–5   | الهند                                                             |
| ----------------------------------------------- | ----- | ----------------------------------------------------------------- |
| Oruz 2' · Wellen 24' · Fürk 25' · Windfeder 48' | تقرير | Simranjeet 17'، 34' · Hardik 27' · Harmanpreet 29' · Rupinder 31' |

| الحكام: Adam Kearns (AUS) Simon Taylor (NZL) |

### مباراة الميدالية الذهبية
| 5 أغسطس 2021 19:00 v |

| أستراليا                                             | 1–1   | بلجيكا                                       |
| ---------------------------------------------------- | ----- | -------------------------------------------- |
| Wickham 47'                                          | تقرير | Van Aubel 32'                                |
| ض.ت                                                  |       |                                              |
| Govers · Ogilvie · تيموثي براند · Simmonds · Whetton | 2–3   | Van Aubel · De Sloover · Denayer · Hendrickx |

| الحكام: Coen van Bunge (NED) Marcin Grochal (POL) |

## الترتيب النهائي
وفقًا للمعايير الإحصائية في هوكي الحقل، تُحسب المباريات التي يتم تحديدها في الوقت الأصلي من المبارة على أنها انتصارات وخسائر، بينما تُحسب المباريات التي يتم تحديدها بواسطة ركلات الترجيح على أنها تعادلات.
| م  | الفريق          | لعب | ف | ت | خ | أ.له | أ.ع | أ.ف | نقاط | الترتيب                |
| -- | --------------- | --- | - | - | - | ---- | --- | --- | ---- | ---------------------- |
| 1  | بلجيكا          | 8   | 6 | 2 | 0 | 35   | 13  | +22 | 20   | ميدالية ذهبية          |
| 2  | أستراليا        | 8   | 5 | 3 | 0 | 28   | 13  | +15 | 18   | ميدالية فضية           |
| 3  | الهند           | 8   | 6 | 0 | 2 | 25   | 23  | +2  | 18   | ميدالية برونزية        |
| 4  | ألمانيا         | 8   | 4 | 0 | 4 | 27   | 19  | +8  | 12   | المركز الرابع          |
|    |                 |     |   |   |   |      |     |     |      |                        |
| 5  | بريطانيا العظمى | 6   | 2 | 2 | 2 | 12   | 14  | −2  | 8    | خرج في ربع النهائي     |
| 6  | هولندا          | 6   | 2 | 2 | 2 | 15   | 15  | 0   | 8    | خرج في ربع النهائي     |
| 7  | الأرجنتين       | 6   | 2 | 1 | 3 | 11   | 14  | −3  | 7    | خرج في ربع النهائي     |
| 8  | إسبانيا         | 6   | 1 | 2 | 3 | 10   | 13  | −3  | 5    | خرج في ربع النهائي     |
|    |                 |     |   |   |   |      |     |     |      |                        |
| 9  | نيوزيلندا       | 5   | 1 | 1 | 3 | 11   | 16  | −5  | 4    | خرج من مرحلة المجموعات |
| 10 | جنوب إفريقيا    | 5   | 1 | 1 | 3 | 16   | 24  | −8  | 4    | خرج من مرحلة المجموعات |
| 11 | اليابان (H)     | 5   | 0 | 1 | 4 | 10   | 18  | −8  | 1    | خرج من مرحلة المجموعات |
| 12 | كندا            | 5   | 0 | 1 | 4 | 9    | 27  | −18 | 1    | خرج من مرحلة المجموعات |

## الهدافين
عدد الأهداف المُسجلة  209 هدفًا  في 38 مباراة، بمتوسط 5.5 هدفًا في المباراة الواحدة.
14 هدفا
- Alexander Hendrickx

7 أهداف
- Blake Govers
- Lukas Windfeder

6 أهداف
- Tom Wickham
- Harmanpreet Singh

5 أهداف
- تيموثي براند
- صموئيل وارد
- Kenta Tanaka
- كان راسيل

4 أهداف
- Liam Ansell
- Rupinder Pal Singh
- Pau Quemada

3 أهداف
- Maico Casella
- Leandro Tolini
- توم بون
- Cédric Charlier
- John-John Dohmen
- Simon Gougnard
- فلوريان فوكس
- Timm Herzbruch
- Christopher Rühr
- Gurjant Singh
- Simranjeet Singh
- تييري برينكمان
- Jeroen Hertzberger
- Mirco Pruyser
- Dayaan Cassiem
- Mustaphaa Cassiem
- Matthew Guise-Brown

هدفان
- Nicolás Keenan
- دانيال بيلي
- جيريمي هايوارد
- Lachlan Sharp
- Thomas Briels
- Sébastien Dockier
- Florent Van Aubel
- مارك بيرسون
- كيغان بيريرا
- Martin Häner
- Constantin Staib
- Niklas Wellen
- Dilpreet Singh
- Hardik Singh
- Mink van der Weerden
- Stephen Jenness
- Nqobile Ntuli
- Nicholas Spooner
- ديفيد أليغرا
- Xavi Lleonart

هدف
- لوكاس مارتينيز
- Agustín Mazzilli
- لوكاس فيلا
- Joshua Beltz
- Tom Craig
- Flynn Ogilvie
- Aran Zalewski
- Félix Denayer
- Loïck Luypaert
- آرثر فان دورين
- Fin Boothroyd
- Gabriel Ho-Garcia
- Floris Van Son
- Scott Tupper
- Jamie Wallace
- Niklas Bosserhoff
- Benedikt Fürk
- Mats Grambusch
- Timur Oruz
- Justus Weigand
- Phil Roper
- Rupert Shipperley
- Jack Waller
- Varun Kumar
- Vivek Prasad
- Nilakanta Sharma
- Mandeep Singh
- Shamsher Singh
- Yoshiki Kirishita
- Kazuma Murata
- Kota Watanabe
- Koji Yamasaki
- Hirotaka Zendana
- بيلي باكر
- Thijs van Dam
- Jip Janssen
- Joep de Mol
- Sam Lane
- Jake Smith
- بلير تارانت
- نيك ويلسون
- Keenan Horne
- Tevin Kok
- Samkelo Mvimbi
- Marc Boltó
- Enrique González

مصدر: طوكيو 2020 و FIH